# Centaurea mariana
Centaurea mariana — вид квіткових рослин айстрових (Asteraceae). Ендемік пд.-сх. Іспанії (Альмерія).

## Середовище
Населяє скелясті місцевості.

## Морфологічна характеристика
Це багаторічник 5–10 см заввишки, м'яко-біло повстистий, безстебловий. Листки в щільній розетці, ліроподібно-перистороздільні, сегменти віддалені, довгасті. Квіткові голови 1–3, сидячі. Обгортка гола. Квітки золотисто-жовті. Період цвітіння: літо.